# Call on Me (chanson de Chicago)
Pour les articles homonymes, voir Call on Me.
Call On Me est une chanson composée par Lee Loughnane pour le groupe Chicago et enregistrée sur leur album de 1974, Chicago VII. Il s'agit du second single de l'album. La chanson a atteint la sixième position aux États-Unis sur le Billboard Hot 100 et a atteint la première position du Hot Adult Contemporary Tracks.